# R. c. Suberu
 R. c. Suberu est un arrêt de principe de la Cour suprême du Canada rendu en 2009 sur les articles 9 et 10 de la Charte canadienne des droits et libertés. La Cour a appliqué le nouveau critère de détention créé dans l'affaire connexe R c. Grant et a statué sur le moment auquel une personne doit être informée de ses droits à l'assistance d'un avocat après avoir été arrêtée ou détenue.

## Les faits
Le 13 juin 2008, Musibau Suberu et un collègue se sont déplacés à l'est de Toronto pour faire du magasinage pendant une journée afin d'acheter des marchandises, des cartes d'achat prépayées et des chèques-cadeaux de Wal-Mart et de la LCBO à l'aide d'une carte de crédit volée. Le personnel d'un magasin de Cobourg, en Ontario, a reçu des consignes de surveiller les deux, après qu'ils ont apparemment acheté des chèques-cadeaux de 100 $ dans un autre magasin en utilisant la carte de crédit volée. Lorsque l'associé de Suberu est allé acheter de la marchandise au magasin de Cobourg avec un chèque-cadeau de 100 $, les employés du magasin ont commencé à le bloquer. 
Un agent de la paix qui ignorait le contexte a été dépêché pour répondre à un appel concernant un homme utilisant une carte de crédit volée au magasin de Cobourg. Un agent arrivé plus tôt a téléphoné à l'agent de la paix pour l'informer qu'il y avait deux suspects de sexe masculin. Lorsque l'agent de la paix est arrivé, l'autre policier réagissait au comparse de Suberu. Suberu est passé devant l'agent de la paix et a dit « c'est lui qui a fait ça, pas moi, donc je suppose que je peux y aller ». L'agent de la paix a suivi Suberu à l'extérieur et a dit «  Attendez une minute! Il faut que je vous parle avant que vous vous en alliez  » pendant que Suberu montait du côté conducteur d'une mini-fourgonnette.
Alors que Suberu était assis sur le siège conducteur de la camionnette, l'agent de la paix lui a posé quelques questions rapides sur qui il était dans le magasin, d'où ils venaient et à qui appartenait la camionnette. Après cette conversation, l'agent de la paix a été informé par dépêche radio de la description et de la plaque d'immatriculation de la camionnette qui avait été impliquée dans l'utilisation de la carte de crédit volée. La mini-fourgonnette de Suberu correspondait à la description et à la plaque d'immatriculation. Lorsque l'agent a regardé dans la fourgonnette, il a vu des sacs de marchandises de Wal-Mart et de la LCBO.
Suberu a été arrêté pour fraude. Il a été informé des raisons invoquées par le constable pour le faire. Avant que l'agent puisse lui communiquer son droit à l'assistance d'un avocat, Suberu a fait des déclarations pour protester de son innocence et a commencé à lui poser des questions. L'agent de la paix a eu un bref échange avec Suberu mais a rapidement dit à Suberu de « simplement écouter » et lui a communiqué son droit à l'assistance d'un avocat.

## Procès
À la Cour de justice de l'Ontario, le juge de première instance a conclu « qu’il y a eu, comme cela était absolument nécessaire,  détention momentanée aux fins d’enquête ». 
Cependant, le juge du procès a poursuivi en concluant que la police n'était pas tenue d'informer Suberu de ses droits à l'assistance d'un avocat avant de lui poser des questions préliminaires ou exploratoires pour déterminer si Suberu était impliqué. Suberu a été reconnu coupable de possession de biens criminellement obtenus, de possession d'une carte de crédit volée et de possession d'une carte de débit volée.

## Appel
À la Cour supérieure de justice de l'Ontario, le juge d'appel des poursuites sommaires a confirmé la déclaration de culpabilité, mais au motif que l'article 10 b) de la Charte  n'est jamais visé par les détentions aux fins d'enquête.
La Cour d'appel de l'Ontario a rejeté l'affirmation du juge d'appel des poursuites sommaires, mais a rejeté l'appel au motif que le libellé « sans délai » à l'article 10 b) de la Charte canadienne autorise un bref intermède au début d'une détention aux fins d'enquête pour permettre à la police de poser des questions exploratoires pour déterminer si une détention supplémentaire est nécessaire.

## Jugement de la Cour suprême
Le pourvoi de Suberu est rejeté. 

## Motifs du jugement
Le jugement majoritaire a été rendu par la juge en chef McLachlin et la juge Charron.

### Détention
Au paragraphe 25 de la décision, les juges majoritaires ont appliqué le critère de détention énoncé dans l'affaire connexe R. c. Grant. 

« 1.   La détention visée aux art. 9 et 10 de la Charte s’entend de la suspension du droit à la liberté d’une personne par suite d’une contrainte physique ou psychologique considérable. Il y a détention psychologique quand l’individu est légalement tenu d’obtempérer à une demande contraignante ou à une sommation, ou quand une personne raisonnable conclurait, compte tenu de la conduite de l’État, qu’elle n’a d’autre choix que d’obtempérer.
2.   En l’absence de contrainte physique ou d’obligation légale, il peut être difficile de savoir si une personne a été mise en détention ou non. Pour déterminer si une personne raisonnable placée dans la même situation conclurait qu’elle a été privée par l’État de sa liberté de choix, le tribunal peut tenir compte, notamment, des facteurs suivants :
a)  Les circonstances à l’origine du contact avec les policiers telles que la personne en cause a dû raisonnablement les percevoir : les policiers fournissaient‑ils une aide générale, assuraient‑ils simplement le maintien de l’ordre, menaient‑ils une enquête générale sur un incident particulier, ou visaient‑ils précisément la personne en cause dans le cadre d’une enquête ciblée?
b) La nature de la conduite des policiers, notamment les mots employés, le recours au contact physique, le lieu de l’interaction, la présence d’autres personnes et la durée de l’interaction.
c)  Les caractéristiques ou la situation particulières de la personne, selon leur pertinence, notamment son âge, sa stature, son appartenance à une minorité ou son degré de discernement. »

Puisque Suberu n'a pas été détenu physiquement, il n'avait aucune obligation légale de se conformer à la demande du policier d'attendre. Par conséquent, la question qui restait était de savoir si la conduite du policier amènerait une personne raisonnable à croire qu'il n'avait d'autre choix que d'obtempérer.
Les juges majoritaires ont conclu que la police peut poser des questions exploratoires à un individu sans qu'il y ait de détention.
Dans ce cas, les circonstances que Suberu aurait raisonnablement perçues étaient que le policier tentait d'approcher la situation sans conclure spécifiquement que Suberu était impliqué dans la commission d'un crime. Les juges majoritaires ont également observé que Suberu n'avait pas témoigné et qu'il n'y avait aucune preuve de ce que Suberu avait réellement perçu.
La conduite de la police appuyait également la conclusion qu'il n'y avait pas eu de détention. Le policier n'a pas tenté d'entraver le mouvement de Suberu, il a permis à Suberu de s'asseoir sur le siège du conducteur de sa camionnette et cela a duré très peu de temps.
Puisque Suberu n'a pas témoigné, il n'y avait aucune preuve de sa situation personnelle particulière, ni de lui-même, ni d'un témoignage des autres témoins. Suberu n'a jamais indiqué qu'il ne voulait pas répondre aux questions de l'agent de la paix et l'agent de la paix a témoigné que la conversation n'était pas « tendue ».
Par conséquent, la majorité a conclu qu'il n'y avait pas eu de détention avant l'arrestation de Suberu et qu'il n'y avait donc pas eu violation des droits de Suberu en vertu de l'article 10 (b) de la Charte.

### «sans délai»
Bien que les juges majoritaires n'avaient pas eu besoin d'aborder la signification des mots « sans délai » pour le droit à l'assistance à l'avocat, (puisqu'elle a conclu qu'il n'y avait pas eu de détention), elle a quand même décidé de se prononcer sur cette question. Les juges majoritaires ont conclu que « sans délai » aux fins de l'article 10b) de la Charte canadienne signifie « immédiatement ». Cela est dû à la vulnérabilité du détenu par rapport à l'État. La majorité a conclu que l'affirmation de la Cour d'appel aurait créé un critère mal défini et impraticable : un bref interrogatoire exploratoire est un concept abstrait et difficile à quantifier, et l'article 10b) vise à imposer des obligations spécifiques à la police. Les seules exceptions à « immédiatement » sont les préoccupations pour la sécurité des agents de la paix et du public et les limitations prescrites par la loi qui sont justifiées en vertu de l'article 1 de la Charte.

### Article 1 de la Charte
Bien qu'il existe des situations où l'article 1 de la Charte autoriserait une limitation justifiée de l'exigence du « caractère immédiat » du droit à l'assistance d'un avocat, les juges majoritaires ont conclu qu'en l'espèce, la preuve fournie ne permet pas d'autoriser un quelconque type de limitation des questions préliminaires aux fins d'enquête. Les juges majoritaires ont conclu que cet argument est fondé sur une interprétation plus large de la « détention » que celle qui avait été décidée dans l'arrêt Grant. Étant donné que la majorité a statué que la police est autorisée à interagir avec le public sans procéder à une détention aux fins d'enquête, il n'était pas nécessaire de créer une limitation fondée sur l'article 1.

## Jugements dissidents
Dans un jugement dissident, le juge Binnie a fait remarquer qu'il avait proposé un test différent pour la détention dans Grant, mais que Suberu avait droit au test que les juges majoritaires ont imposé dans l'arrêt Grant. Cependant, en appliquant le critère des juges majoritaires pour la détention, il a conclu qu'il y avait eu détention (sur la base du fait que Suberu aurait raisonnablement conclu que la police enquêtait sur lui pour l'utilisation de la carte de crédit volée et qu'on lui avait dit d'attendre). Quant à la signification des mots « sans délai » à l'article 10 b) de la Charte canadienne, le juge Binnie a souscrit à l'interprétation de la majorité des juges.
Dans une deuxième jugement dissident, le juge Fish a souscrit au critère de la majorité, mais a souscrit à l'application du critère par le juge Binnie. Le juge Fish n'a pas expressément exprimé son opinion sur la question de la signification des mots « sans délai », mais il a observé qu' « au moment de la mise en détention de M. Suberu, les droits que lui garantit l’art. 10 de la Charte n’ont pas été respectés ».